# Phleum alpinum
Phleum alpinum es una especie herbácea perenne de la familia de las poáceas, nativa de Asia templada, Europa, norte y sur de América.

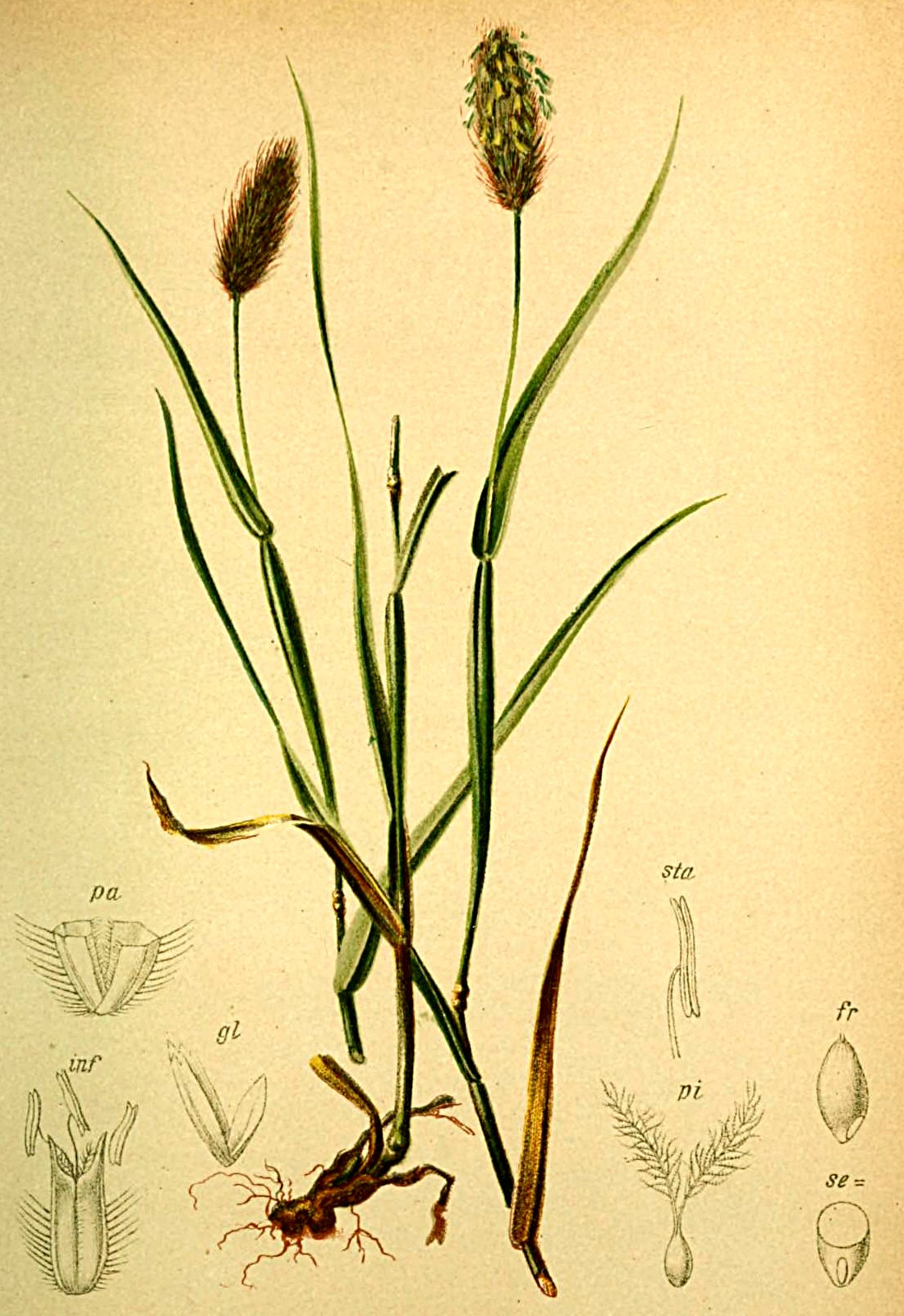
Ilustración

## Descripción
Alcanza 3–6 dm de altura, con hojas de 4 dm de largo y 1 cm de ancho. Espigas (con flores), de 2-6 cm de largo y 6 mm de ancho.

## Taxonomía
Phleum alpinum fue descrita por Carlos Linneo y publicado en Species Plantarum 1: 59. 1753.
Etimología
Phleum: nombre genérico que deriva de la palabra griega phleos, una especie de caña o pasto.
alpinum: epíteto latino que significa "de la montaña".
Sinonimia
- Phleum arcticum Giesecke ex Lange
- Phleum capitatum Scop.
- Phleum commutatum Gaudich.
- Phleum commutatum var. americanum (E.Fourn.) Hultén
- Phleum commutatum var. commutatum
- Phleum geniculatum Bellardi ex Vitman
- Phleum gerardii Panz.
- Phleum haenkeanum J.Presl
- Phleum mouterdei A.Camus
- Phleum nigricans Willd. ex Trin.
- Phleum ovatum Jacquem. ex Hook.f.
- Phleum parviceps (Briq.) Rouy
- Phleum pratense subsp. alpinum (L.) Asch. & Graebn.
- Phleum pratense var. alpinum (L.) Celak.
- Phleum pratense subsp. alpinum (L.) Čelak.
- Phleum rhaeticum (Humphries) Rauschert
- Phleum subalpinum Brügger
- Phleum vaginatum Sennen
- Plantinia alpina (L.) Bubani
- Plantinia tournefortii Bubani[2][3]

## Fuente
- Zuloaga, F. O. et al. 1994. Catálogo de la familia Poaceae en la República Argentina. Monogr. Syst. Bot. Missouri Bot. Gard. 47. (L Grass Argent)
- CONABIO. 2009. Catálogo taxonómico de especies de México. 1. In Capital Nat. México. CONABIO, Mexico City.
- Cronquist, A. J., A. H. Holmgren, N. H. Holmgren & Reveal. 1977. Vascular Plants of the Intermountain West, U.S.A. 6: 1–584. In A. J. Cronquist, A. H. Holmgren, N. H. Holmgren, J. L. Reveal & P. K. Holmgren (eds.) Intermount. Fl.. Hafner Pub. Co., New York.
- Davidse, G. 1994. 50. Phleum L. Fl. Mesoamer. 6: 242.
- Davidse, G., M. Sousa Sánchez & A. O. Chater. (eds.) 1994. Alismataceae a Cyperaceae. Fl. Mesoamer. 6: i–xvi, 1–543.
- Espejo Serna, A., A. R. López-Ferrari & J. Valdés-Reyna. 2000. Poaceae. Monocot. Mexic. Sinopsis Floríst. 10: 7–236 [and index].
- Fernald, M. 1950. Manual (ed. 8) i–lxiv, 1–1632. American Book Co., New York.
- Flora of China Editorial Committee. 2006. Fl. China 22: 1–733. Science Press & Missouri Botanical Garden Press, Beijing & St. Louis.
- Gleason, H. A. & A. J. Cronquist. 1968. The Pteridophytoa, Gymnospermae and Monocotyledoneae. 1: 1–482. In H. A. Gleason Ill. Fl. N. U.S. (ed. 3). New York Botanical Garden, New York.
- Gleason, H. A. & A. J. Cronquist. 1991. Man. Vasc. Pl. N.E. U.S. (ed. 2) i–910. New York Botanical Garden, Bronx.
- Hickman, J. C. 1993. Jepson Man.: Higher Pl. Calif. i–xvii, 1–1400. University of California Press, Berkeley.
- Hitchcock, A. S. 1951. Man. Grasses U.S. (ed. 2) 1–1051. U.S. Department of Agriculture, Washington D. C.